# Spinacia
Spinacia es un género con 12 especies descritas de plantas herbáceas perteneciente a la familia Amaranthaceae.

## Descripción
Son hierbas, dioicas, glabras o harinosas, con hojas alternas, generalmente planas. Las flores masculinas en glomérulos formando una densa inflorescencia espigada-paniculada; las flores femeninas axilares, sin perianto pero con 2 (-4) brácteas persistentes que se agrandan, congénita y endurecido en la fruta, semillas verticales.

## Taxonomía
El género  fue descrito por Carlos Linneo  y publicado en Species Plantarum 2: 1027. 1753.

## Especies
| - Spinacia divaricata - Spinacia domestica - Spinacia fera - Spinacia glabra - Spinacia inermis - Spinacia littoralis | - Spinacia minor - Spinacia oleracea - Spinacia sessiliflora - Spinacia spinosa - Spinacia tetrandra - Spinacia turkestanica |